# Chantier naval
Pour les articles homonymes, voir Chantier.

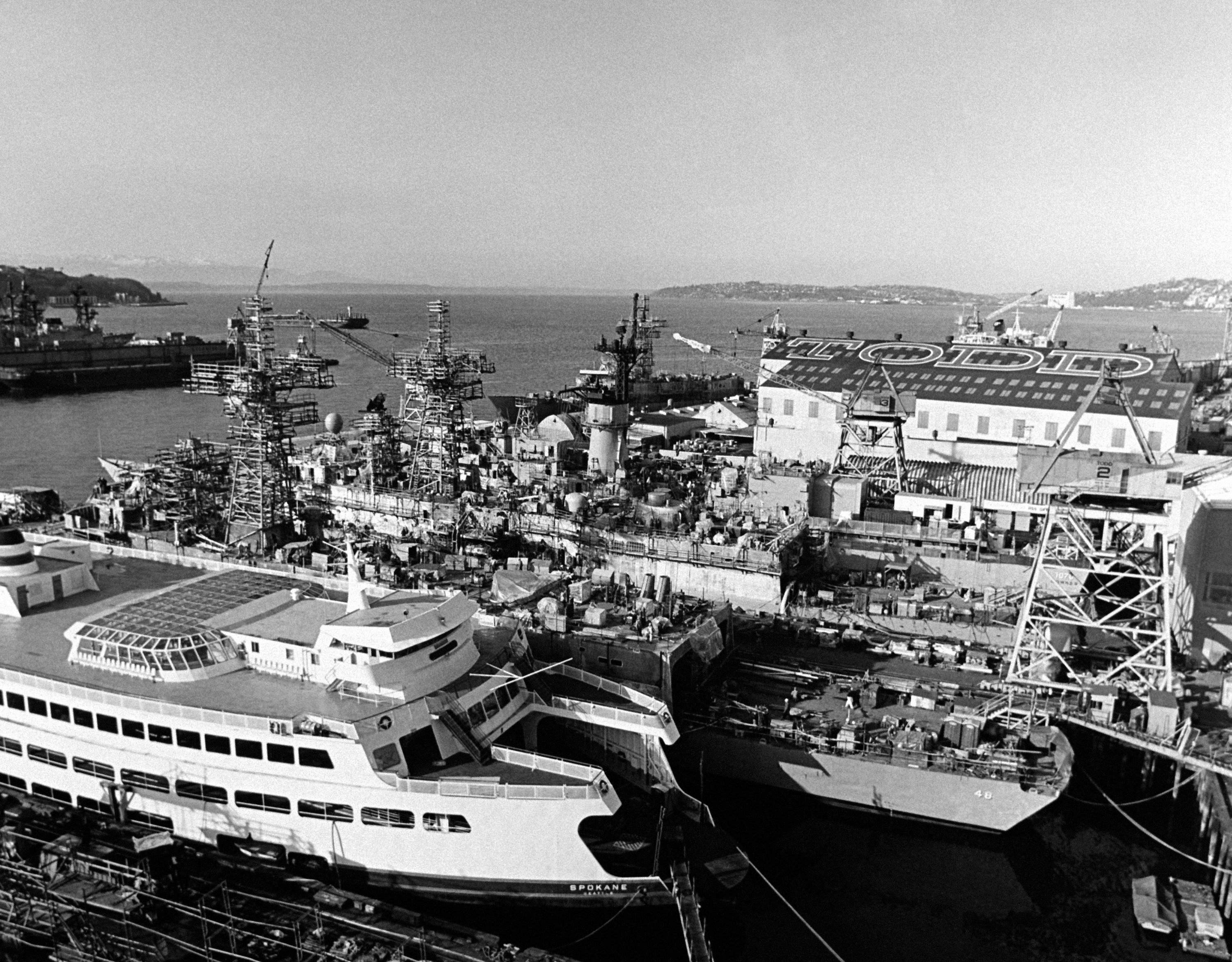
Chantier naval de Seattle en 1983

Un chantier naval est l'endroit où sont construits les navires et bateaux. Les chantiers navals ont évolué dans le temps depuis la forme la plus simple, un coin de plage où sont évidés les troncs pour faire une barque, jusqu'aux usines modernes, où sont assemblés les paquebots et les superpétroliers.

## Tâches d'un chantier

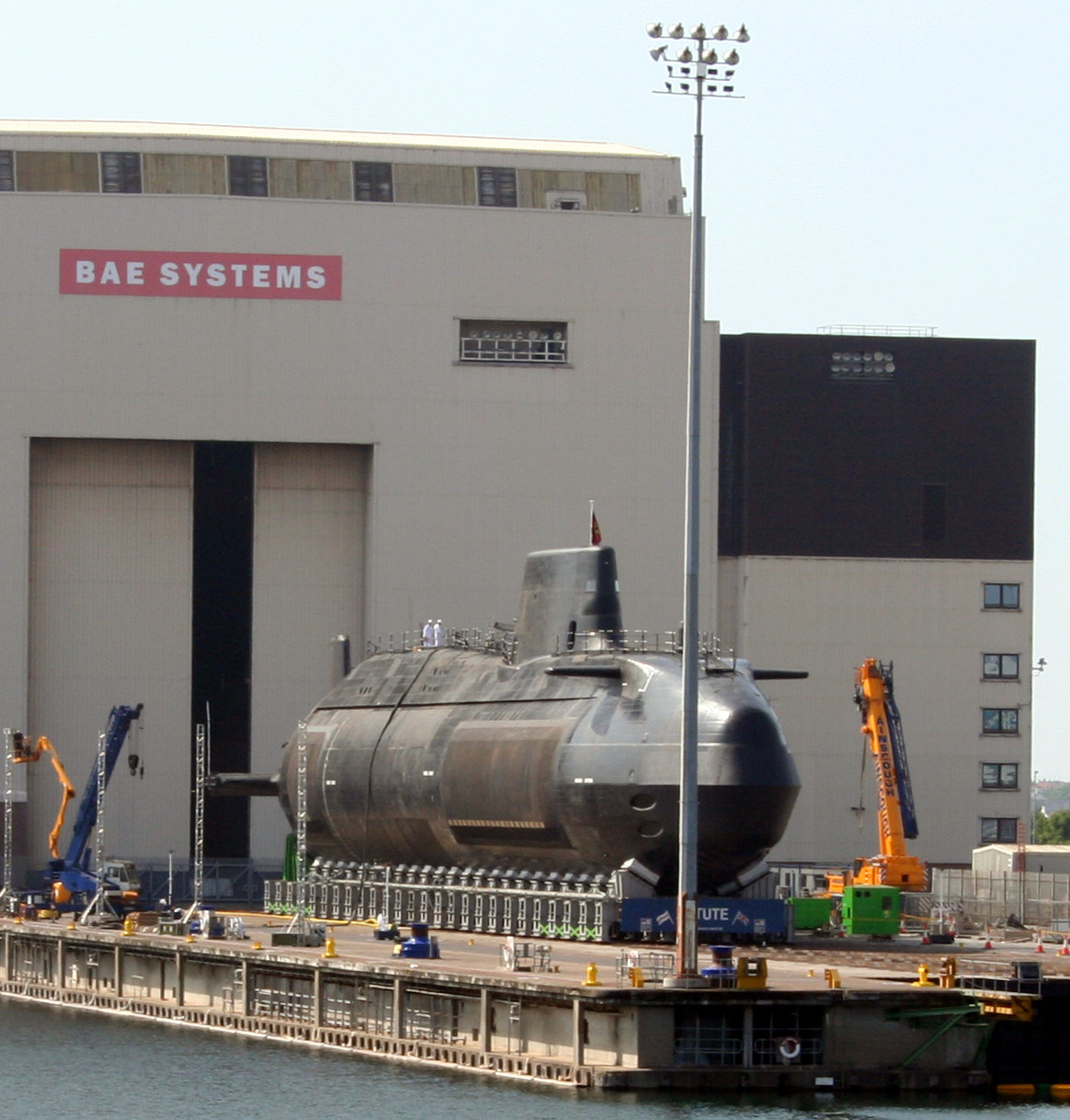
Construction du premier sous-marin nucléaire d'attaque de classe Astute sur un chantier naval britannique en 2007.

Construction, assemblage, finition, réparation, conversion, mise à niveau, restauration, entretien...

## Histoire, évolution
Les chantiers navals ont beaucoup évolué depuis l'Antiquité, avec une grosse évolution à partir du XVe siècle, puis lors de la révolution industrielle (mécanisation, soudure et construction de navires de plus en plus grands et lourds).

## Chantiers actuels
On peut citer les chantiers de Dieppe, Boulogne sur Mer, Calais, Nantes et La Rochelle en France.